# (1830) Pogson
(1830) Pogson est un astéroïde de la ceinture principale.

## Description
(1830) Pogson est un astéroïde de la ceinture principale. Il fut découvert le 17 avril 1968 à l'observatoire Zimmerwald par Paul Wild. Il présente une orbite caractérisée par un demi-grand axe de 2,19 UA, une excentricité de 0,06 et une inclinaison de 4,0° par rapport à l'écliptique.

## Compléments